# 박철우 (배구 선수)
박철우(朴哲佑, 1985년 7월 25일~)는 대한민국의 배구 선수로, 포지션은 라이트이다. 현재 수원 한국전력 빅스톰 소속으로 뛰고 있다.
NH농협 2009~2010 V-리그가 끝난 직후 첫 자유 계약 선수 자격을 취득한 후 3년간 연봉 3억원의 계약을 맺으며 대전 삼성화재 블루팡스로 이적하였다.

## 약력

### 프로 입단 전
경상북도 구미시 출신이며, 가족으로 부모님과 누나 2명이 있다. 박철우는 초등학교 때부터 또래들에 비해 키가 컸고, 왼손잡이였기 때문에 배구부가 있는 학교로부터 스카우트 제의를 받았다. 배구를 처음 접한 것은 중학교 1학년 때였고, 경북대학교 사범대학 부속고등학교에 재학 중에는 실력을 인정받아 "제2의 김세진"이라는 별명을 얻기도 했다. 대학교에 진학하여 그 대학 배구팀에서 활동한 뒤 프로팀으로 진출하는 다른 선수들과 달리 그는 고등학교를 마치고 2003년에 천안 현대캐피탈 스카이워커스에 입단하여 프로 생활을 시작했다. 박철우와 같은 나이의 선수들이 2007-2008 시즌 드래프트에서 선택되어 프로 첫 시즌을 치른 점을 감안하면 그는 상대적으로 빨리 프로 선수 생활을 시작한 셈이다. 그는 학업과 운동을 병행하기 위해 구단의 배려로 2005년에 명지대학교 체육학과에 입학했다.

### 프로 입단 후
박철우는 소속 팀인 천안 현대캐피탈 스카이워커스에서 선배 후인정의 교체 멤버로 뛰는 경우가 많았지만 2006~2007 시즌을 거치면서 그는 주축 공격수로 성장했다. 그러나 고등학교 시절 수술을 받았던 기흉 증세가 2007년에 3번이나 재발하며 2007~2008 시즌 시작 직전에 수술을 받아야 했다. 덕분에 그는 심폐 기능이 많이 떨어진 채로 시즌을 맞이해야 했고, 기흉의 특성상 격한 운동 후 많은 휴식이 필요한 관계로 많은 세트를 소화하지 못하고 교체되거나 시합에 뛰지 못하는 경우도 있었다. 그의 공백은 후인정과 주상용으로 대체되었다. 하지만 그는 2007~2008 시즌 플레이오프에서 팀이 어려움을 겪을 때 큰 활약을 펼치며 소속 팀 천안 현대캐피탈 스카이워커스이 챔피언 결정전에 진출하는 데에 크게 기여했다.
2008~2009 시즌에서 박철우는 기흉의 영향으로 비교적 약체 팀과 경기할 때에는 많이 출전하지 않았으나 중요한 경기에서는 해결사 역할을 하면서 소속 팀이 정규리그 우승을 차지하는 데 기여하였다. 그러나 결정적인 상황에서 그에게 집중되는 토스로 인하여 일부 네티즌들은 소속팀인 천안 현대캐피탈 스카이워커스를 "철우캐피탈"이라고 부르기도 했다. 하지만 그는 다른 팀과의 경기에서는 맹활약을 펼치면서도 대전 삼성화재 블루팡스와의 경기에서는 이상하게도 부진하였다. 항간에는 그가 전직 여자 프로 농구 선수이자 신치용 삼성화재 감독의 딸인 신혜인과 교제를 하고 있다는 것이 원인으로 지적되기까지 했다. 그럼에도 불구하고 그는 정규리그에서 역대 최고의 공격 성공률인 55.32%를 기록하며 공격상과 함께 정규 리그 MVP를 수상하였다.
2009~2010 시즌을 앞두고 그는 태릉선수촌에서 폭행 사건을 당하였음에도 불구하고 시즌이 개막된 후 꾸준한 활약을 보이고 있었고, 마침내 2010년 1월 30일 천안 유관순체육관에서 벌어진 구미 LIG손해보험 그레이터스와의 경기에서 무려 50득점을 기록하며 종전 2006~2007 시즌에서 당시 대전 삼성화재 블루팡스의 레안드로에 의해 세워진 역대 한 경기 최다 득점 기록인 49점을 경신하였다. 그 해 시즌이 종료된 후 자유 계약 선수 자격을 얻으며 훗날 장인이 되는 신치용 감독의 대전 삼성화재 블루팡스로 이적하였다.
10년간 대전 삼성화재 블루팡스의 에이스로 활약하였다. 주장을 맡아 활약하기도 하였으며, 2019-2020시즌을 마친후 FA를 획득하였지만 원소속팀이던 대전 삼성화재 블루팡스와의 협상이 결렬되어 수원 한국전력 빅스톰과 계약을 체결하게 되었다.

## 에피소드

### 열애설
박철우는 한 때 문화방송(MBC) FM 프로그램인 《굿모닝 FM 김성주입니다》에 출연하여 여자 친구를 사귀고 있다는 사실을 고백하였다. 당시에는 사귀는 여자 친구가 누구인지 밝히지 않았다. 하지만 2007~2008 시즌부터 몇몇 일간지 보도에 의해 전 여자 프로 농구 부천 신세계 쿨캣 선수인 신혜인과의 교제설이 제기되기 시작하였다.
사실 두 사람은 2005년 프로 선수 재활전문 센터에서 만났고, 박철우가 2007년에 찾아온 기흉 증세로 병원에 입원해 있을 때 신혜인이 남몰래 문병에 가기도 했다. 하지만 박철우나 신혜인, 그리고 신혜인의 아버지인 삼성화재 신치용 감독은 "두 사람이 단순히 친하게 지내고 있을 뿐 깊은 관계는 아니다"라고 부인하였다. 여기에 박철우는 자신의 이상형을 가수 손담비라면서 신혜인과 열애를 하고 있다는 것에 대한 언급을 피하기도 했다. 그러나 박철우가 신혜인과 데이트하는 장면을 목격한 배구인들이 늘어나면서 세상에 알려지기 시작했고, 2009년 2월 26일에는 한 언론 매체와의 인터뷰에서 교제 사실을 고백하게 되면서 둘이 결혼을 전제로 한 열애를 하고 있다는 기사가 나오게 되었다. 이후 배구 팬 사이에는 두 사람의 교제가 이슈로 등장하기까지 했다.
결국 둘은 2011년 9월 3일 결혼하였다. 따라서 박철우는 소속 팀 신치용 감독의 사위가 되었다.

### 폭행 사고
2009년 9월 17일 태릉선수촌에서 박철우는 아시아 남자 배구 선수권 대회를 앞두고 훈련하던 도중 당시 대표팀 코치였던 이상렬 코치(현재 경기대학교 배구단 감독)에게 주먹 및 발로 폭행당하여 안면 및 복부에 상처를 입고 전치 3주의 진단을 받는 사고를 당하였다. 이를 목격한 동료 선수들의 증언에 따르면, 당시 이상렬 코치가 선수들의 기강이 해이해졌다는 이유를 들며 질책하는 과정에서 박철우의 뺨을 때렸고, 이에 박철우가 "왜 때리냐"고 반발하자 흥분한 이상렬 코치가 박철우를 심하게 폭행했다고 한다. 박철우는 병원에서 경미한 뇌진탕, 안면부 타박상 등 전치 3주의 진단을 받았다.
박철우는 폭행당한 다음 날인 9월 18일 기자 회견을 자청하여 자신이 이상렬 코치에게 맞았다는 사실을 폭로하게 되었는데, 이 사실이 알려지자 대한 배구 협회는 긴급 이사회를 열어 이상렬 코치에게는 무기한 자격 정지 처분을 내렸고, 김호철 대표팀 감독을 경질하였다. 또한 박철우도 정신적, 육체적 상처를 입은 것을 감안하여 배구 대표팀에서 제외되었다. 이에 따라 배구 국가 대표팀 감독에는 당시 대표팀 트레이너를 담당하고 있던 차상현 신협상무 코치가 대행하게 되었다.
박철우가 폭행당한 사건은 배구 뿐만 아니라 대한민국 스포츠에 널리 퍼져 있는 구타 행위가 여전히 남아 있다는 것을 보여준 사건으로, 사건 직후 대한체육회 박용성 회장은 "배구 협회의 처분이 미흡할 경우 자신이 직접 나서겠다"는 의지를 표명하였고, 대한 배구 협회가 이상렬 대표팀 코치가 그 동안 선수로서, 코치로서 한 공로에 비해 징계가 너무 가혹하다고 여기고 선처를 호소하였음에도 불구하고 대한체육회에서는 무기한 자격 정지 처분이 미흡하다고 판단하여 노원경찰서에 선수촌장 명의로 이상렬 코치를 형사 고발하였다.
폭행 사건 이후 현대캐피탈 김호철 감독은 박철우와 처음에는 서먹서먹했으나, 단합 대회를 통하여 박철우와의 앙금을 씻기 위해 노력했으며, 2009-2010 시즌 개막을 앞두고 열린 미디어 데이 행사에서 다 풀어냈다면서 인사말을 통해 사과하였다.

## V-리그개인 기록
| 시즌                             | 경기 수 | 세트 수 | 득점                   | 득점   | 득점   | 득점      | 공격 성공률          |   |
| 시즌                             | 경기 수 | 세트 수 | 공격(시도)             | 서브   | 블로킹 | 합계      | 공격 성공률          |   |
| -------------------------------- | ------- | ------- | ---------------------- | ------ | ------ | --------- | -------------------- | - |
| 2005 시즌                        | -       | -       | -                      | -      | -      | -         | -                    | - |
| 정규리그 챔피언결정전            | 19 4    | 60 13   | 100(193) 28(73)        | 6 0    | 17 1   | 123 29    | 51.81% 38.36%        |   |
| 2005~2006 시즌                   | -       | -       | -                      | -      | -      | -         | -                    | - |
| 정규리그 챔피언결정전            | 35 3    | 108 8   | 200(373) 8(21)         | 9 0    | 26 2   | 235 10    | 53.62% 38.10%        |   |
| 2006~2007 시즌                   | -       | -       | -                      | -      | -      | -         | -                    | - |
| 정규리그 플레이오프 챔피언결정전 | 29 2 1  | 74 6 1  | 221(410) 18(34) 0(2)   | 23 2 0 | 32 2 0 | 276 22 0  | 53.90% 52.94% 0.00%  |   |
| 2007~2008 시즌                   | -       | -       | -                      | -      | -      | -         | -                    | - |
| 정규리그 플레이오프 챔피언결정전 | 29 2 3  | 82 5 10 | 277(542) 20(33) 16(46) | 7 0 1  | 37 0 2 | 321 20 19 | 51.11% 60.61% 34.78% |   |
| 2008~2009 시즌                   | -       | -       | -                      | -      | -      | -         | -                    | - |
| 정규리그 챔피언결정전            | 30 -    | 100 -   | 421(761) -             | 25 -   | 44 -   | 490 -     | 55.32% -             |   |

## 국가대표 경력
- 2007년 월드리그
- 2008년 제1회 AVC컵 남자배구대회
- 2010년 AVC컵 남자배구대회, 광저우 아시안 게임

## 수상 기록
- 2014 제17회 인천 아시안게임 남자 배구 동메달
- 2013 NH농협 2012-2013 V-리그 라운드 MVP 4
- 2013 제9회 NH농협 2012~2013 V리그 남자 득점 3,000점 기준기록상
- 2010 제16회 광저우 아시안게임 남자 배구 동메달
- 2009 제1회 동아스포츠대상 남자프로배구 대상
- 2009 NH농협 2008-2009 V-리그 정규리그 MVP
- 2009 NH농협 2008-2009 V-리그 공격상
- 2008 IBK 기업은행배 양산프로배구 MVP
- 2006 KOVO컵 양산프로배구 MVP[18]